# Ronde van Turkije 2016
De 52e editie van de Ronde van Turkije vond in 2016 plaats van 24 april tot en met 1 mei. De start was dit jaar in Istanboel en de finish lag in Selçuk. De wedstrijd maakte deel uit van de UCI Europe Tour 2016 in de categorie 2.HC. Aan de start stonden 123 renners van 16 ploegen. Uiteindelijk zijn er 90 renners gefinisht. De vorige editie werd gewonnen door de Kroaat Kristijan Đurasek, die er niet in slaagde om zijn titel te verdedigen. Deze editie werd gewonnen door de Portugees José Gonçalves.

## Deelnemende ploegen
| WorldTour     | ProContinentaal              | Continentaal                   |
| ------------- | ---------------------------- | ------------------------------ |
| Lampre-Merida | CCC Sprandi Polkowice        | Alpha Baltic-Maratoni.lv       |
| Lotto Soudal  | Caja Rural-Seguros RGA       | Astana City                    |
|               | Delko Marseille Provence KTM | Team Hrinkow Advarics Cycleang |
|               | Funvic Soul Cycles           | Parkhotel Valkenburg CT        |
|               | Nippo-Vini Fantini           | Torku Şekerspor                |
|               | Team Roth                    | Unieuro Wilier                 |
|               | Verva ActiveJet              |                                |
|               | Wilier Selle Italia          |                                |

## Etappe-overzicht
| etappe | datum    | start      | finish    | type       | afstand  | winnaar            | klassementsleider  |
| ------ | -------- | ---------- | --------- | ---------- | -------- | ------------------ | ------------------ |
| 1e     | 24 april | Istanboel  | Istanboel | Heuvelrit  | 12,2 km  | Przemysław Niemiec | Przemysław Niemiec |
| 2e     | 25 april | Kapadokya  | Kapadokya | Bergrit    | 154,1 km | Peio Bilbao        | Przemysław Niemiec |
| 3e     | 26 april | Aksaray    | Konya     | Vlakke rit | 158,9 km | André Greipel      | Peio Bilbao        |
| 4e     | 27 april | Seydişehir | Alanya    | Vlakke rit | 187 km   | Sacha Modolo       | Peio Bilbao        |
| 5e     | 28 april | Alanya     | Kemer     | Vlakke rit | 189,3 km | Jakub Mareczko     | Peio Bilbao        |
| 6e     | 29 april | Kumluca    | Elmalı    | Bergrit    | 116,9 km | Jaime Rosón        | José Gonçalves     |
| 7e     | 30 april | Fethiye    | Marmaris  | Heuvelrit  | 128,6 km | Sacha Modolo       | José Gonçalves     |
| 8e     | 1 mei    | Marmaris   | Selçuk    | Heuvelrit  | 201,7 km | Jakub Mareczko     | José Gonçalves     |

## Eindklassementen
| Plaats           | Naam               | Ploeg                        | Tijd      |
| ---------------- | ------------------ | ---------------------------- | --------- |
| Lichtblauwe trui | José Gonçalves     | Caja Rural-Seguros RGA       | 32u31'35" |
| 2                | David Arroyo       | Caja Rural-Seguros RGA       | + 18"     |
| 3                | Nikita Stalnov     | Astana City                  | + 56"     |
| 4                | Lluís Mas          | Caja Rural-Seguros RGA       | + 2'13"   |
| 5                | Adam Hansen        | Lotto Soudal                 | + 4'46"   |
| 6                | Gregory Henderson  | Lotto Soudal                 | + 6'46"   |
| 7                | Stig Broeckx       | Lotto Soudal                 | + 9'22"   |
| 8                | Gert Dockx         | Lotto Soudal                 | + 12'46"  |
| 9                | Jaime Rosón        | Caja Rural-Seguros RGA       | + 12'58"  |
| 10               | Mauro Finetto      | Unieuro Wilier               | + 13'08"  |
| 11               | Ricardo Vilela     | Caja Rural-Seguros RGA       | + 13'34"  |
| 12               | Quentin Pacher     | Delko Marseille Provence KTM | + 13'57"  |
| 13               | Giovanni Carboni   | Unieuro Wilier               | + 15'32"  |
| 14               | Jasper Ockeloen    | Parkhotel Valkenburg CT      | + 16'06"  |
| 15               | Karel Hník         | Verva ActiveJet              | + 16'25"  |
| 16               | Jochem Hoekstra    | Parkhotel Valkenburg CT      | + 19'28"  |
| 17               | Paweł Cieślik      | Verva ActiveJet              | + 20'27"  |
| 18               | Mateusz Taciak     | CCC Sprandi Polkowice        | + 22'17"  |
| 19               | Przemysław Niemiec | Lampre-Merida                | + 23'28"  |
| 20               | Sven Van Luijk     | Parkhotel Valkenburg CT      | + 23'50"  |

| Plaats      | Naam            | Ploeg                   | Punten |
| ----------- | --------------- | ----------------------- | ------ |
| Groene trui | Manuel Belletti | Wilier Selle Italia     | 62     |
| 2           | Daniele Colli   | Nippo-Vini Fantini      | 56     |
| 3           | Sacha Modolo    | Lampre-Merida           | 54     |
|             |                 |                         |        |
| 11          | Kris Boekcmans  | Lotto Soudal            | 33     |
| 42          | Jasper Ockeloen | Parkhotel Valkenburg CT | 6      |

| Plaats    | Naam               | Ploeg                   | Punten |
| --------- | ------------------ | ----------------------- | ------ |
| Rode trui | Przemysław Niemiec | Lampre-Merida           | 21     |
| 2         | Ilja Kasjavy       | Lampre-Merida           | 16     |
| 3         | Jaime Rosón        | Caja Rural-Seguros RGA  | 13     |
|           |                    |                         |        |
| 4         | Peter Schulting    | Parkhotel Valkenburg CT | 14     |
| 17        | Stig Broeckx       | Lotto Soudal            | 3      |

| Plaats     | Naam            | Ploeg                   | Punten |
| ---------- | --------------- | ----------------------- | ------ |
| Witte trui | Lluís Mas       | Caja Rural-Seguros RGA  | 10     |
| 2          | Paweł Cieślik   | Verva ActiveJet         | 8      |
| 3          | Peter Schulting | Parkhotel Valkenburg CT | 6      |
|            |                 |                         |        |
| 8          | Stig Broeckx    | Lotto Soudal            | 3      |

| Plaats | Ploeg                  | Tijd      |
| ------ | ---------------------- | --------- |
|        | Caja Rural-Seguros RGA | 97u34'28" |
| 2      | Lotto Soudal           | + 15'47"  |
| 3      | Lampre-Merida          | + 37'22"  |

2000 ·
2001 ·
2002 ·
2003 ·
2004 ·
2005 ·
2006 ·
2007 ·
2008 ·
2009 ·
2010 ·
2011 ·
2012 ·
2013 ·
2014 ·
2015 ·
2016 ·
2017 ·
2018 ·
2019 ·
2020 ·
2021 ·
2022 ·
2023 · 2024
Etappewedstrijden

 Ster van Bessèges · 
 Ronde van Valencia · 
 La Méditerranéenne · 
 Ronde van de Algarve · 
 Ruta del Sol · 
 Ronde van de Haut-Var · 
 Ronde van de Provence · 
 Driedaagse van West-Vlaanderen · 
 Internationale Wielerweek · 
 Internationaal Wegcriterium · 
 Driedaagse van De Panne-Koksijde · 
 Ronde van de Sarthe · 
 Ronde van Castilië en León · 
 Ronde van Trentino · 
 Ronde van Kroatië · 
 Ronde van Turkije · 
 Ronde van Yorkshire · 
 Ronde van Asturië · 
 Ronde van Azerbeidzjan · 
 Vierdaagse van Duinkerke · 
 Ronde van Madrid · 
 Ronde van Picardië · 
 Ronde van Cova da Beira · 
 Ronde van Noorwegen · 
 World Ports Classic · 
 Ronde van België · 
 Ronde van Estland · 
 Ronde van Luxemburg · 
 Boucles de la Mayenne · 
 Ster ZLM Toer · 
 Ronde van Slovenië · 
 Ronde van Oostenrijk · 
 Sibiu Cycling Tour · 
 Ronde van Rhône Alpes-Valromey · 
 Ronde van Wallonië · 
 Ronde van Denemarken · 
 Ronde van Portugal · 
 Ronde van Burgos · 
 Ronde van Gévaudan Languedoc-Roussillon · 
 Ronde van de Ain · 
 Ronde van Tsjechië · 
 Arctic Race of Norway · 
 Ronde van de Limousin · 
 Ronde van Poitou-Charentes · 
 Tour des Fjords · 
 Ronde van Groot-Brittannië · 
 Ronde van Toscane · 
 Eurométropole Tour
Eendaagse wedstrijden

 Trofeo Felanitx-Ses Salines-Campos-Porreres · 
 Trofeo Pollença-Port de Andratx · 
 Trofeo Serra de Tramuntana · 
 Trofeo Playa de Palma-Palma · 
 GP La Marseillaise · 
 Grote Prijs van de Etruskische Kust · 
 Ronde van Murcia · 
 Clásica de Almería · 
 Trofeo Laigueglia · 
 Omloop Het Nieuwsblad · 
 Classic Sud Ardèche · 
 GP Lugano · 
 Kuurne-Brussel-Kuurne · 
 La Drôme Classic · 
 Le Samyn · 
 Strade Bianche · 
 GP Industria & Artigianato · 
 Ronde van Drenthe · 
 Nokere Koerse · 
 GP Nobili Rubinetterie · 
 Handzame Classic · 
 Classic Loire-Atlantique · 
 Grote Prijs van Cholet-Pays de Loire · 
 Dwars door Vlaanderen · 
 Route Adélie de Vitré · 
 Grote Prijs Miguel Indurain · 
 Volta Limburg Classic · 
 Ronde van La Rioja · 
 Parijs-Camembert · 
 Scheldeprijs · 
 Klasika Primavera · 
 Brabantse Pijl · 
 GP Denain · 
 Ronde van de Finistère · 
 Ronde van de Apennijnen · 
 Tro-Bro Léon · 
 La Roue Tourangelle · 
 Rund um den Finanzplatz Eschborn-Frankfurt · 
 Velothon Wales · 
 Grote Prijs van de Somme · 
 Grote Prijs van Plumelec · 
 Boucles de l'Aulne  · 
 Velothon Berlin · 
 GP Kanton Aargau · 
 Ronde van Keulen · 
 Ronde van Limburg · 
 Velothon Copenhagen · 
 Halle-Ingooigem · 
 GP Cerami · 
 Velothon Stuttgart · 
 Prueba Villafranca de Ordizia · 
 Rad am Ring · 
 Circuito de Getxo · 
 RideLondon Classic · 
 Polynormande · 
 Dwars door het Hageland · 
 Arnhem-Veenendaal Classic · 
 GP Jef Scherens · 
 GP Stad Zottegem · 
 Druivenkoers Overijse · 
 Schaal Sels · 
 Brussels Cycling Classic · 
 GP Fourmies · 
 Velothon Stockholm · 
 Ronde van de Doubs · 
 GP van Wallonië · 
 Coppa Bernocchi · 
 Coppa Agostoni · 
 Kampioenschap van Vlaanderen · 
 Grote Prijs Impanis-Van Petegem · 
 Memorial Marco Pantani · 
 GP van Isbergues · 
 GP Industria & Commercio di Prato · 
 Coppa Sabatini · 
 Ronde van Emilia · 
 Duo Normand · 
 GP Beghelli · 
 Ronde van de Drie Valleien · 
 Milaan-Turijn · 
 Ronde van Piemonte · 
 Ronde van de Vendée · 
 Ronde van het Münsterland · 
 Binche-Chimay-Binche · 
 Parijs-Bourges · 
 Parijs-Tours · 
 Nationale Sluitingsprijs